# Werner Biskup
Werner Biskup (Bottrop, 26 aprile 1942 – Quakenbrück, 22 giugno 2014) è stato un allenatore di calcio e calciatore tedesco, di ruolo difensore.

## Carriera

### Club
Vanta 140 presenze in Bundesliga, 16 in DFB-Pokal e 13 con 3 reti in Coppa UEFA.